# Speedwell Motor Car Company

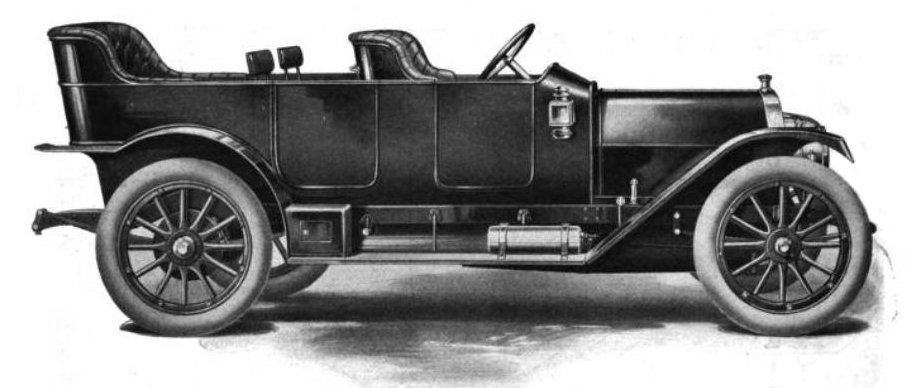
Een "Model F" uit 1911

De Speedwell Motor Car Company was een vrij succesvolle vroege producent van auto's.
Tussen 1907 en 1914 bouwde het in Dayton (Ohio) ongeveer 4000 auto's. In 1911 bouwde Speedwell de eerste auto die als sedan werd aangeduid, de Speedwell Sedan.
De fabriek was naast die van de gebroeders Wright, welke zelfs kortstondig een ruimte van Speedwell huurde. De fabriek sloot nadat het bedrijf getroffen werd door een overstroming.